# Reasumpcja
Reasumpcja (z łac. reasumptio) – ponowne rozpatrzenie sprawy przez ten sam organ połączone z równoczesnym uchyleniem skutków uprzedniego rozstrzygnięcia.

## Przesłanki reasumpcji
Możliwość reasumpcji zapewniona została we wszystkich głównych procedurach regulujących postępowanie przed organami państwa. Korzystanie z niej służy realizacji zasady szybkości i ekonomii postępowania, ponieważ pozwala organowi naprawić własne błędy bez potrzeby wdrażania długotrwałej dewolutywnej kontroli instancyjnej przeprowadzanej przez organ wyższego rzędu.
Reasumpcja może być zastosowana jedynie w sytuacji, gdy którakolwiek ze stron zaskarży wydane orzeczenie. W wyniku przeprowadzonego postępowania reasumpcyjnego zaskarżone rozstrzygnięcie całkowicie traci swój byt prawny, a organ rozpoznaje sprawę na nowo wydając orzeczenie, które podlega zaskarżeniu w zwyczajnym trybie przewidzianym dla danej procedury.
Nadużywanie instytucji reasumpcji wywołuje skutki odwrotne do zamierzonych, gdyż prowadzi do przewlekłości postępowania. Ciągłe kasowanie własnych orzeczeń przez organ niższy uniemożliwia bowiem wpłynięcie sprawy do organu wyższego rzędu, który mógłby wydać decyzję kończącą merytorycznie postępowanie w sprawie. Z tej przyczyny, co do zasady, reasumpcja może obejmować tylko te orzeczenia, które nie rozstrzygają merytorycznie sprawy, ale dotyczą wyłącznie kwestii formalnych lub wpadkowych (z wyjątkiem procedury administracyjnej). Błąd sądu, który miał znaczenie dla treści zaskarżonego wyroku, jest z założenia na tyle poważny, że podlega zbadaniu przez sąd wyższej instancji.

## Reasumpcja w postępowaniu cywilnym w Polsce
Reasumpcja, dawniej określana też mianem autorewizji, może dotyczyć tylko postanowień sądu dotyczących kwestii wpadkowych albo kończących sprawę bez jej merytorycznego rozpoznania. Sąd, który wydał zaskarżone orzeczenie jest władny je uchylić i rozpoznać sprawę na nowo, jeżeli zażalenie zarzuca nieważność postępowania lub jest oczywiście uzasadnione. Rozpoznanie sprawy następuje na posiedzeniu niejawnym. Obok skasowania wcześniejszego orzeczenia sąd władny jest wydać nowe, od którego przysługuje zażalenie na zasadach ogólnych.
Regulacja reasumpcji zamieszczona została w art. 395 § 2 kpc.

## Reasumpcja w postępowaniu karnym w Polsce
Reasumpcja możliwa jest w stosunku do zaskarżonych postanowień każdego rodzaju. Sąd może uwzględnić zażalenie, jeżeli działa w tym samym składzie, w którym wydał zaskarżone orzeczenie.
Regulację reasumpcji zawiera art. 463 § 1 KPK.

## Reasumpcja w postępowaniu administracyjnym w Polsce
Zasady reasumpcji decyzji organu I instancji określa się w piśmiennictwie zbiorczym mianem uprawnień autokontrolnych organu. Możliwość autokontroli otwiera się przed organem, który wydał decyzję, jeśli odwołanie od niej wnoszą lub popierają wszystkie strony, a organ doszedł do przekonania, że to odwołanie zasługuje w całości na uwzględnienie. Efektem skorzystania z uprawnień autokontrolnych jest decyzja, która uchyla lub zmienia decyzję poprzednią (nie może być to jednak decyzja li tylko kasacyjna, tj. ograniczająca się jedynie do uchylenia zaskarżonej decyzji bądź jej uchylenia i przekazania sprawy do ponownego rozpatrzenia). Od nowej decyzji stronom służy odwołanie.
Reasumpcja uregulowana została w art. 132 kpa i jest możliwa także w stosunku do postanowienia wpadkowego, na które strona wniosła zażalenie (art. 144 kpa).